# Schloss Hohenerxleben

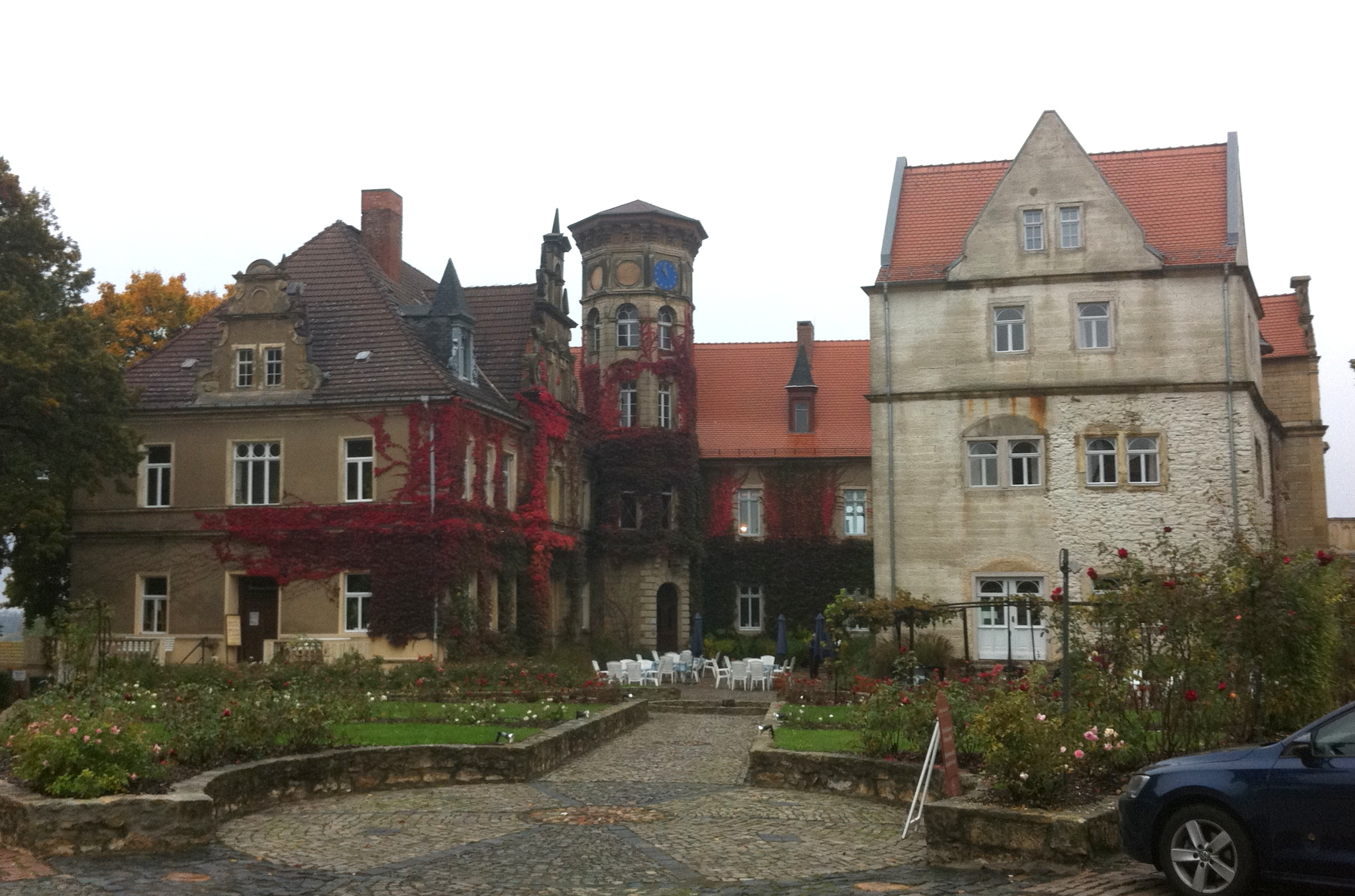
Hofseite (Südseite), 2013

Das Schloss Hohenerxleben ist ein Schloss im zur Stadt Staßfurt in Sachsen-Anhalt gehörenden Ortsteil Hohenerxleben. Es wird als Hotel, Gaststätte und Theater genutzt.

## Lage
Das Schloss befindet sich am nördlichen Rand des Dorfes, hoch am rechten Ufer der nördlich vorbeifließenden Bode an der Adresse Friedensallee 27. Etwas weiter westlich liegt die Dorfkirche Hohenerxleben.

## Geschichte und Architektur

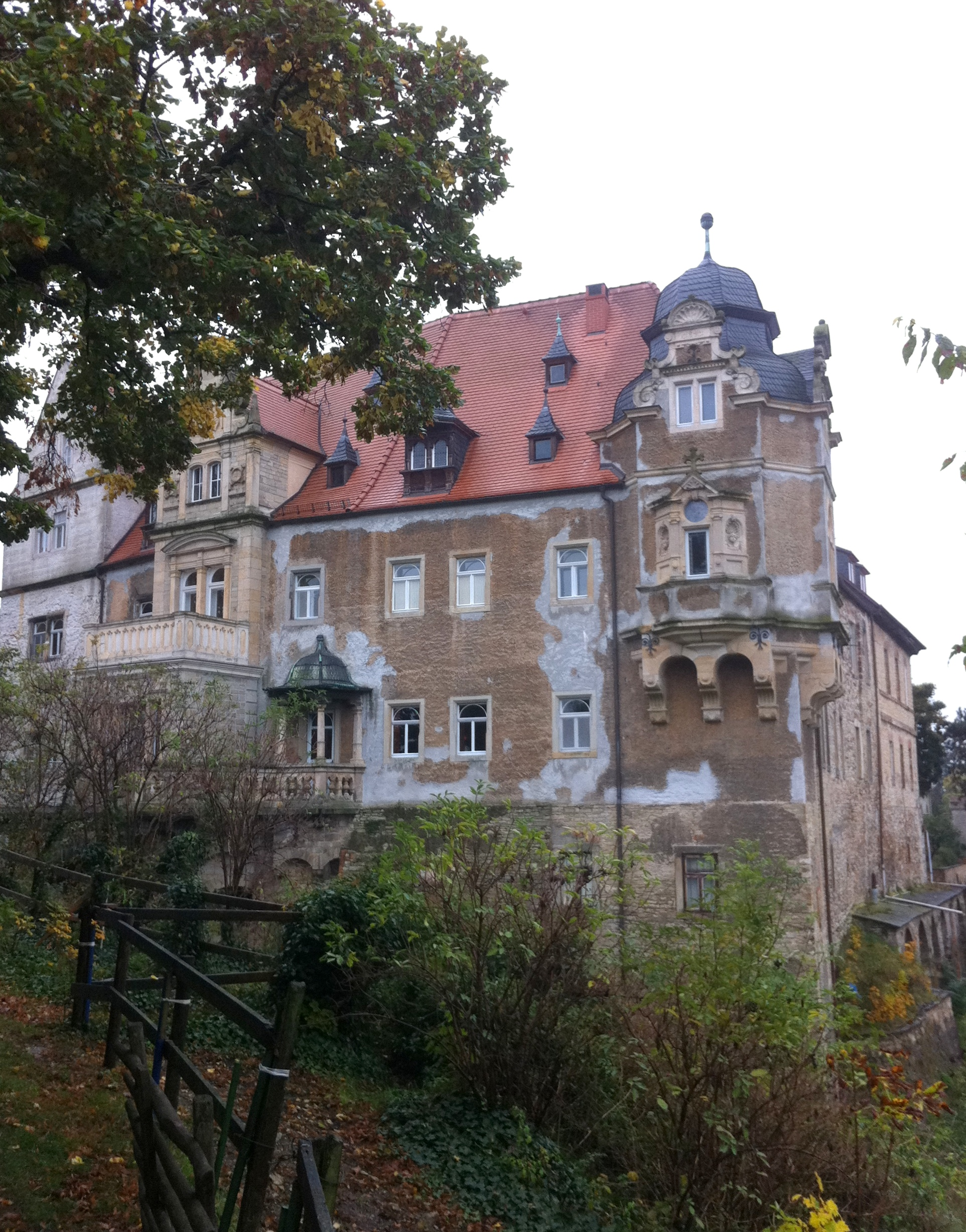
Parkseite (Ostseite)

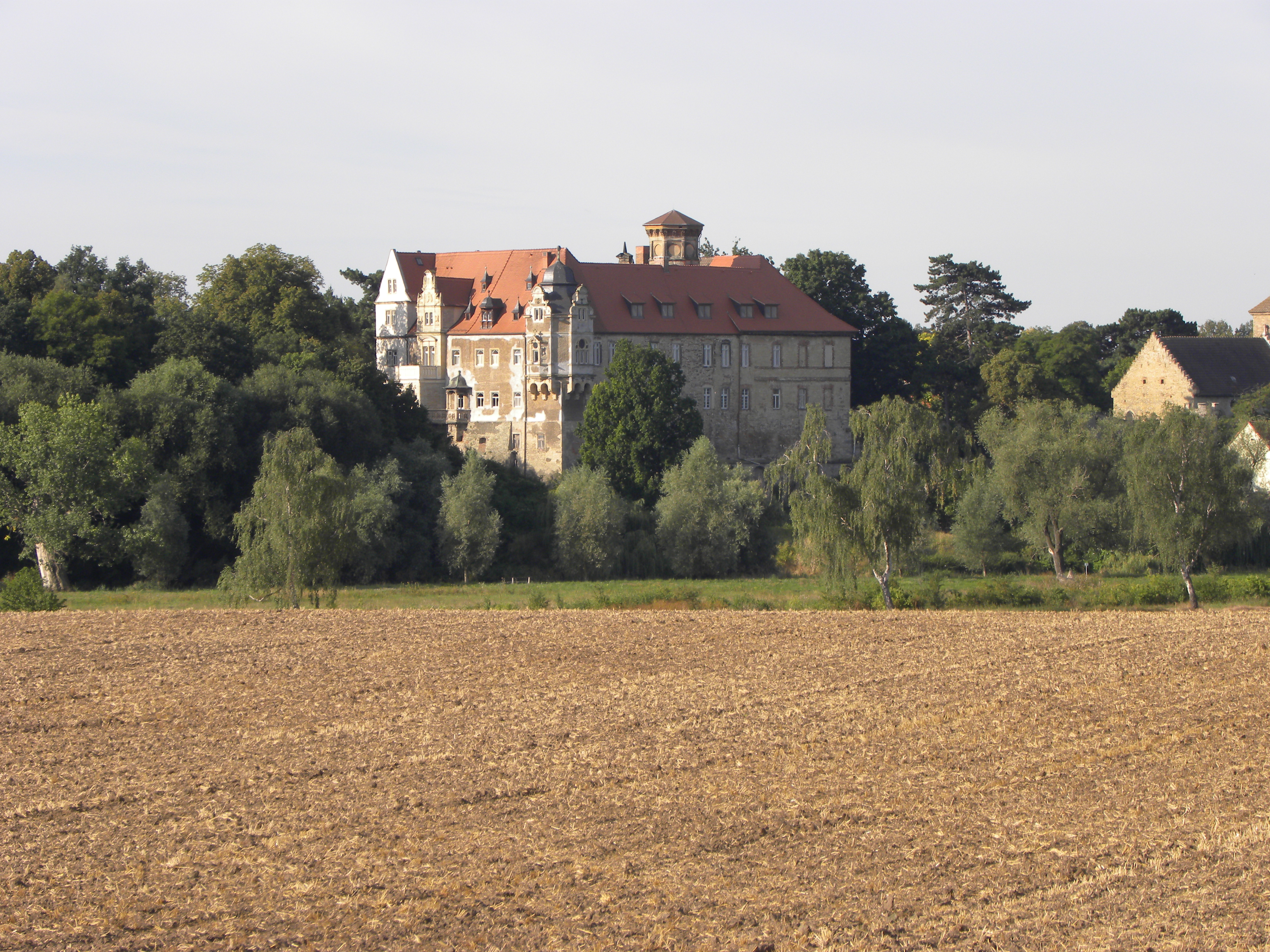
Blick über die Bode auf die Nordseite des Schlosses

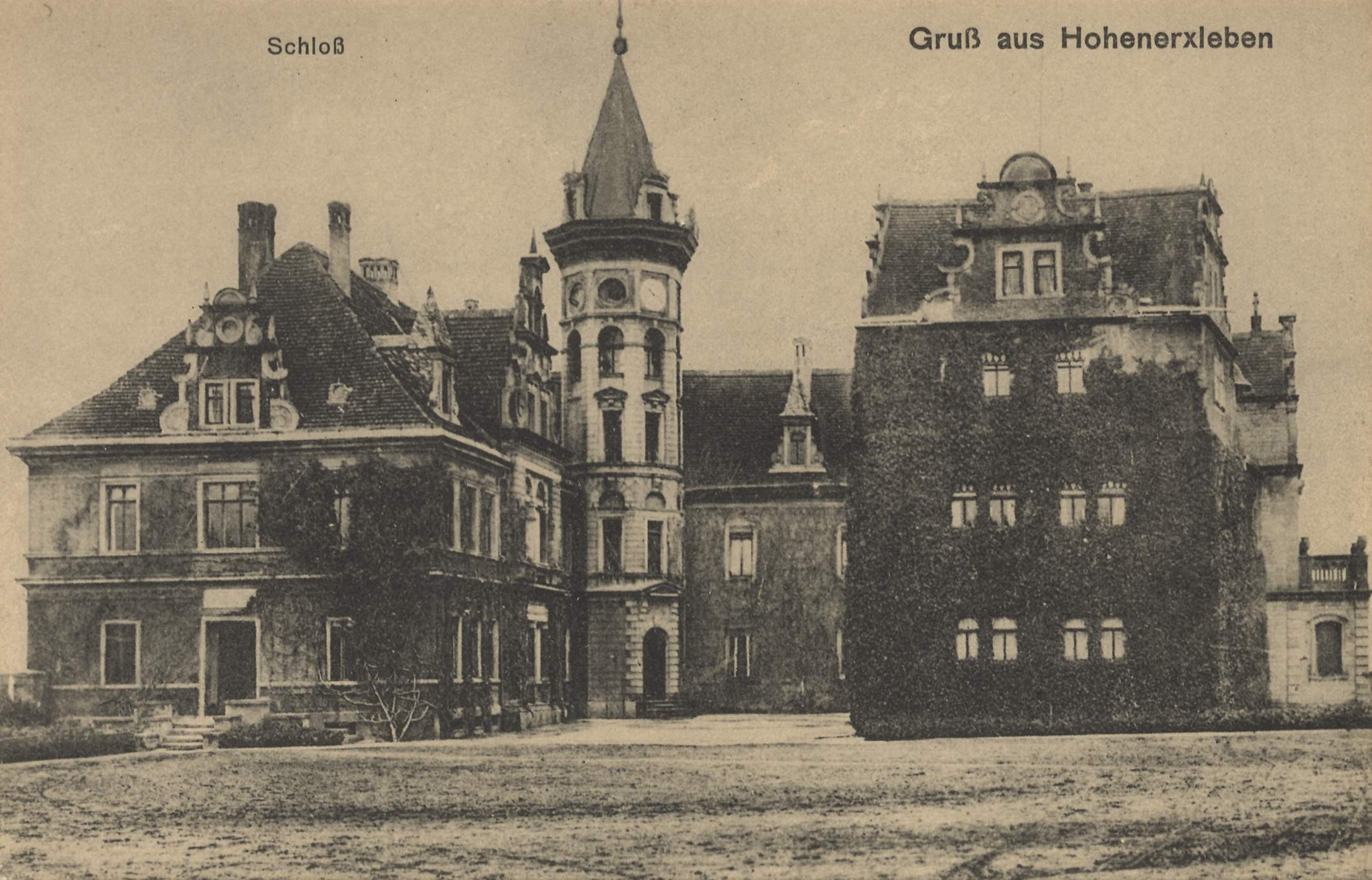
Das Schloss um 1900 nach seiner Überformung im Stil der Neorenaissance

Eine erste urkundliche Erwähnung als Errikesleve iuxtam Bodam ist in einer Urkunde des Klosters Nienburg aus dem Jahr 1205 überliefert. Hohenerxleben gehörte immer zu Anhalt. Eine an dieser Stelle befindliche herrschaftliche Anlage befand sich vermutlich schon zu dieser Zeit im Besitz der Familie von Freckleben. Nach dem Aussterben der Freckleben gelangte sie 1435 an die Familie von Hoym. Diese verlieh den Besitz 1466 an einen Angehörigen der Familie von Krosigk, wohl namens Heinrich (* vor 1428, † 1487). Dessen Sohn Lorenz von Krosigk (* vor 1460, † 1534) kaufte die Burg um 1500 von seinem Schwiegervater Magnus von Hoym. Von da an blieb das Anwesen bis 1945 im Besitz der Familie von Krosigk.
Die auf einem Kalkfelsen gelegene Anlage war auf drei Seiten von Trockengräben umgeben. Sie wurde zum Hauptsitz der Familie ausgebaut. 1543 wurde der Besitz geteilt, dann jedoch 1738/44 unter Anton Friedrich von Krosigk (1721–1779) wieder vereinigt.
Der älteste erhaltene Teil des Schlosses ist der aus dem ersten Viertel des 16. Jahrhunderts stammende Ostflügel. Hier bestand ein Wohnturm, der 1560 um ein Geschoss erhöht wurde. Aus dieser Zeit sind insbesondere die Gewände der rechteckigen Fenster erhalten. Die aufwendigen Portale zur Hofseite sowie die drei Giebel des Kopfhauses stammen vermutlich vom Anfang des 17. Jahrhunderts. Westlich dieses Flügels bestand ursprünglich ein älteres westliches Turmhaus. Im Dreißigjährigen Krieg bot das Schloss, das von einer starken Besatzung und mehreren kleinen Geschützen verteidigt war, den aus den naheliegenden Ortschaften vertriebenen Einwohnern Schutz und Aufenthalt gegen die Plünderungszüge marodierender und versprengter Truppen.
Weniger bekannt sind die Gutsherren im 17. Jahrhundert. Gebhard Friedrich von Krosigk-Hohenerxleben (1659–1698), – ein Enkel von Gebhard Friedrich von Krosigk (1579–1630) – verheiratet ab 1687 mit Susanna Sophia von Itzenplitz-Grieben, war hessischer Generaladjutant; ihm gehörte Hohenerxleben I. Möglicherweise bestanden damals mehrere Güter. Die Söhne werden auf die Ritterakademie am Dom zu Brandenburg entsendet, auch der Erbe Anton Ludolph Friedrich von Krosigk (1691–1744), der zum Schluss Oberstleutnant wurde.
Das Mannlehn-Rittergut Hohenerxleben war ein landtagsfähiges Rittergut und berechtigte zur Teilnahme am Landtag. Die jeweiligen Gutsbesitzer verfügten auch über die Gerichtsbarkeit über Gut und Dorf, siehe Patrimonialgericht Hohenerxleben.
Anton Friedrich von Krosigk ließ die beiden Häuser in der zweiten Hälfte des 18. Jahrhunderts durch einen Mitteltrakt verbinden. Der Mitteltrakt wurde als Corps de logis bezeichnet. Im Jahr 1807 entstand unter seinem Sohn Gebhard Anton von Krosigk an der Stelle des alten Turmhauses der noch heute bestehenden Westflügel im Stil des Biedermeier. Mit den Trümmern des abgerissenen Westbaus wurden die südlich und westlich des Schlosses befindlichen Trockengräben verfüllt. Zum Ende des 19. Jahrhunderts wurde an der nordwestlichen Ecke des Schlosses unter Leitung des Hannoveraner Architekten Ferdinand Schorbach ein fünfgeschossiger Turm im Stil der Neorenaissance errichtet. Schorbach führte auch die weiteren Umbauten durch. Vor dem Obergeschoss der Nordostecke wurde so ein Erker angefügt und das Innere des Ostflügels umgestaltet. Einen ursprünglich auf dem mittleren Trakt befindlichen Dachreiter entfernte man. Zugleich wurde ein Volutengiebel im Stil des Historismus errichtet, der auf den Renaissanceflügel Bezug nimmt. Grundbesitzer auf Hohenerxleben Mitte des 19. Jahrhunderts war Adolf von Krosigk. Etwas später stifteten die Krosigks einen Familienverband, zunächst für Poplitz und Hohenerxleben. Die Hohenerxlebener Krosigks betrieben neben dem Rittergut industriell die von Krosigkschen Kalkwerke.
Im Turm und in einigen Zimmern sind Teile der vorhandenen Gebäudeeinbauten vom Ende des 19. Jahrhunderts erhalten. Der Gutsherr jener Zeit, Adolfs ältester Sohn Anton Adolf Ludwig Heinrich von Krosigk (1827–1888), bildete für die Besitzungen einen Familienfideikommiss. Nachfolger auf Schloss Hohenerxleben mit dem 900 ha Gut wurde Gebhard Adolf Friedrich von Krosigk (1857–1927); seine Frau war Ilse von Breitenbuch-Ranis. Neben der Begüterung Hohenerxleben besaß die gleichnamige Familienlinie der von Krosigk zeitweise noch ein Gut Förderstedt. Der letzte Gutsbesitzer von Hohenerxleben war nach dem Genealogischen Handbuch des Adels der wiederum in Hohenerxleben geborene Anton Erich Adolf von Krosigk (1890–1947). Er ist im Jahr 1947 im Kriegsgefangenenlager im ehemaligen KZ Buchenwald verstorben und im dortigen Totenbuch verzeichnet. Die Kinder gingen teilweise nach Afrika und gründeten dort Pflanzungen, gehören zu den genannten Angola-Deutschen.
1945 wurde die Familie von Krosigk enteignet und das Schloss für Hochschulzwecke, unter anderem für die Technische Universität Magdeburg, und als Internat genutzt. Von 1991 bis 1997 stand das Schloss leer und verfiel. Es entstanden Vandalismusschäden. Am 24. August 1997 erwarb die gemeinnützige, von Ingrid von Krosigk gegründete Schloss Theatrum Herberge Hohenerxleben Stiftung das Schloss. Es erfolgte dann eine schrittweise Restaurierung. Der Kopfbau des Ostflügels wurde im Jahr 1999 erneuert.
Im örtlichen Denkmalverzeichnis ist das Schloss unter der Erfassungsnummer 094 10122 als Baudenkmal verzeichnet.

## Park
Das Schloss wird von einem Schlosspark umgeben, der sich nach Osten erstreckt und entlang des rechten Bodehangs über Löbnitz bis zum Schloss Neugattersleben verläuft. Die Parkanlage entstand ab dem Jahr 1800.